# CBD-olie RAW

CBD-olie RAW is een variant van cannabidiol (CBD-olie).
Reguliere CBD-olie wordt normaal gesproken gewonnen middels verhitting van het plantmateriaal met ethanol. Hierdoor scheiden zich de CBD-moleculen van het plantmateriaal. Bij CBD-olie RAW wordt de CBD-olie op een andere manier onttrokken uit de vezel van de hennepplant, namelijk middels CO2. Door het plantmateriaal onder zeer koude omstandigheden te persen en te filteren, blijven er meer natuurlijke en essentiële planteigen stoffen bewaard. Naast de bekende CBD blijft er ook CBD-a over. Deze stof wordt regelmatig gevonden in CBD-olie-RAW-producten. Een ander verschil tussen CBD-olie en CBD-olie RAW is dat de structuur wat dikker is. Aangezien er bij CBD-olie-RAW-producten meer plantmateriaal overblijft, is de structuur dikker en is de olie wat bitterder van smaak.

## Samenstelling
Bij CBD-olie RAW is er naast CBD ook CBD-a aanwezig in de olie. Deze stof is een aan CBD verwante stof. CBD-a is het zuur van CBD en kent zelf veel toepassingen.
CBD-olie RAW is vaak dikker en stroperiger dan reguliere olie. Door het verwarmen van het flesje CBD-olie RAW onder bijvoorbeeld de warme kraan of bij de verwarming kan de olie soepeler en vloeibaarder worden.